# تشارلز أ. شو
تشارلز أ. شو هو سياسي أمريكي، ولد في 1831، وتوفي في 1909.